# 리쓰돤
리쓰돤(중국어 정체자: 李四端, 병음: Lî Sìduān, 한자음: 이사단, 1956년 8월 4일 ~ )은 대만의 고위 언론 매체 종사자이다.